# Béthencourt-sur-Somme
Béthencourt-sur-Somme ist eine nordfranzösische Gemeinde mit 126 Einwohnern (Stand 1. Januar 2022) im Département Somme in der Region Hauts-de-France. Die Gemeinde gehört zum Arrondissement Péronne und ist Teil des Gemeindeverbandes Est de la Somme.

## Geographie
Die Gemeinde liegt am Westufer der hier kanalisierten Somme nördlich von Rouy-le-Grand und südlich von Pargny. Mit dem auf der gegenüberliegenden Seite des Tals der Somme gelegenen Villecourt besteht eine Straßenverbindung über eine Brücke. Die Talaue gehört großenteils zum Gemeindegebiet.

## Geschichte
In Béthencourt stand im 13. Jahrhundert eine erst unter der Herrschaft von Ludwig XIII. abgegangene Burg, die den Übergang über die Somme kontrollierte.
Die Gemeinde erhielt als Auszeichnung das Croix de guerre 1914–1918.

## Einwohner
| 1962 | 1968 | 1975 | 1982 | 1990 | 1999 | 2006 | 2018 |
| ---- | ---- | ---- | ---- | ---- | ---- | ---- | ---- |
| 107  | 132  | 118  | 117  | 122  | 110  | 134  | 129  |